# Amélia
Az  Amélia női név az Amália angol alakjából (Amelia) származik.

## Rokon nevek
Amália, Amál, Ameli

## Gyakorisága
Az újszülötteknek adott nevek körében az 1990-es években szórványosan fordult elő. A 2000-es és a 2010-es években sem szerepelt a 100 leggyakrabban adott női név között.
A teljes népességre vonatkozóan az Amélia sem a 2000-es, sem a 2010-es években nem szerepelt a 100 leggyakrabban viselt női név között.

## Névnapok
május 4., június 2.,

## Híres Améliák
„Amélia” utónevű személyek szócikkeinek listája a Wikidata alapján